# Forti FG03
Forti FG03 – samochód Formuły 1, zaprojektowany przez Riccardo de Marco, Chrisa Radage'a i George'a Rytona dla zespołu Forti. Model ten uczestniczył ten w części sezonu 1996. Jego kierowcami byli Luca Badoer i Andrea Montermini.
Samochód był następcą powolnej wersji "B" modelu FG01, którego zespół używał w sezonie 1995 i na początku sezonu 1996. FG03, który zadebiutował na Imoli, był znaczącym krokiem naprzód w stosunku do poprzednika, mając zwiększony docisk aerodynamiczny i większą czułość w prowadzeniu. Samochód był jednak awaryjny (ukończył wyścig raz), a z powodu reguły 107% jego kierowcy nie zakwalifikowali się czterokrotnie. FG03 był samochodem wprowadzonym zbyt późno. Po Grand Prix Niemiec zespół Forti został rozwiązany.
Obecnie model FG03 jest używany w Northamptonshire do eksperymentów związanych z Formułą 1.

## Wyniki w Formule 1
| Legenda oznaczeń w tabelach wyników Wyświetl szablon na nowej stronie | Legenda oznaczeń w tabelach wyników Wyświetl szablon na nowej stronie                                                                     |
| Oznaczenie                                                            | Wyjaśnienie |
| --------------------------------------------------------------------- | --- |
| Złoty                                                                 | Zwycięzca lub mistrzostwo |
| Srebrny                                                               | 2. miejsce lub wicemistrzostwo |
| Brązowy                                                               | 3. miejsce lub II wicemistrzostwo |
| Zielony                                                               | Ukończył, punktował (w klasyfikacji generalnej, gdy zdobył co najmniej jeden punkt na przestrzeni sezonu, poza trzema powyższymi opcjami) |
| Niebieski                                                             | Ukończył, nie punktował (w klasyfikacji generalnej, gdy nie zdobył co najmniej jednego punktu na przestrzeni sezonu)                      |
| Czerwony                                                              | Nie zakwalifikował się (NZ) |
| Czerwony                                                              | Nie prekwalifikował się (NPK) |
| Różowy                                                                | Nie ukończył (NU) |
| Różowy                                                                | Niesklasyfikowany (NS) (w klasyfikacji generalnej, gdy nie został sklasyfikowany w żadnym wyścigu sezonu)                                 |
| Czarny                                                                | Zdyskwalifikowany (DK) |
| Czarny                                                                | Wykluczony (WYK/EX) |
| Biały                                                                 | Nie wystartował (NW) |
| Biały                                                                 | Kontuzjowany (K/INJ) |
| Biały                                                                 | Wyścig odwołany (OD/C) |
| Bez koloru                                                            | Został wycofany (WYC/WD) |
| Bez koloru                                                            | Nie przybył (NP/DNA) |
| Bez koloru                                                            | Nie brał udziału w treningach (NT/DNP) |
| Bez koloru                                                            | Nie został zgłoszony (–) |
| Pogrubienie                                                           | Start z pole position |
| Kursywa                                                               | Najszybsze okrążenie wyścigu |
| †                                                                     | Nie ukończył, ale jego rezultat został zaliczony ze względu na przejechanie więcej niż 90% dystansu wyścigu.                              |
| *                                                                     | Sezon w trakcie |
| 1/2/3                                                                 | Punktowana pozycja w sprincie kwalifikacyjnym                                                                                             |
| Lista systemów punktacji Formuły 1                                    | |

| Sezon | Zespół          | Silnik  | Opony | Kierowcy          | 1   | 2   | 3   | 4   | 5   | 6   | 7   | 8   | 9   | 10  | 11  | 12  | 13  | 14  | 15  | 16  | Pkt. | Msc. |
| ----- | --------------- | ------- | ----- | ----------------- | --- | --- | --- | --- | --- | --- | --- | --- | --- | --- | --- | --- | --- | --- | --- | --- | ---- | ---- |
| 1996  | Forti Corse Srl | Ford V8 | G     |                   | AUS | BRA | ARG | EUR | SMR | MCO | ESP | CND | FRA | GBR | DEU | HUN | BEL | ITA | POR | JPN | 0    | –    |
| 1996  | Forti Corse Srl | Ford V8 | G     | Luca Badoer       |     |     |     |     | 10  | NU  | NZ  | NU  | NU  | NZ  | NW  |     |     |     |     |     | 0    | –    |
| 1996  | Forti Corse Srl | Ford V8 | G     | Andrea Montermini |     |     |     |     |     | NW  | NZ  | NU  | NU  | NZ  | NW  |     |     |     |     |     | 0    | –    |